# Лондон (стадион)
Стадион «Лондон» (англ. London Stadium), до 2016 года — «Олимпийский стадион» (англ. Olympic Stadium) — многофункциональный стадион, находящийся в Лондоне, на котором прошли церемонии открытия и закрытия и соревнования по лёгкой атлетике в рамках летних Олимпийских и Паралимпийских игр 2012 года. Спортивная арена расположена на Маршгейт Лейн, в районе Стратфорд. Строительную площадку подготавливали с 2007 года, сооружение объекта началось 22 мая 2008. Торжественно открыт 5 мая 2012 года под лозунгом «2012 часов до Олимпиады».
21 марта 2013 года клуб Премьер-лиги «Вест Хэм Юнайтед» получил право на проведение домашних матчей на Олимпийском стадионе в течение последующих 99 лет.

## Дизайн
Дизайн арены разработали архитектурное бюро «По́пьюлос» и сэр Питер Кук. Проект стадиона был опубликован 7 ноября 2007 года.
Заявление Оргкомитета:

…уникальный стадион на 80 000 мест, он будет центральной площадкой Игр — 2012, включая церемонии открытия и закрытия. После Игр стадион навсегда станет 25 000 местным, тогда арена станет новым домом для атлетов, соединяя в себе помимо спортивной, коммуникативную и образовательную функцию…
Оригинальный текст (англ.)...unique 80,000 seat stadium, it will be the centrepiece for the 2012 Games, hosting the opening and closing ceremonies and the athletics events, converting down to a 25,000 seat permanent stadium after the Games, when it will become a new home for athletics, combined with other sporting, community and educational uses...